# الألعاب الأولمبية القديمة

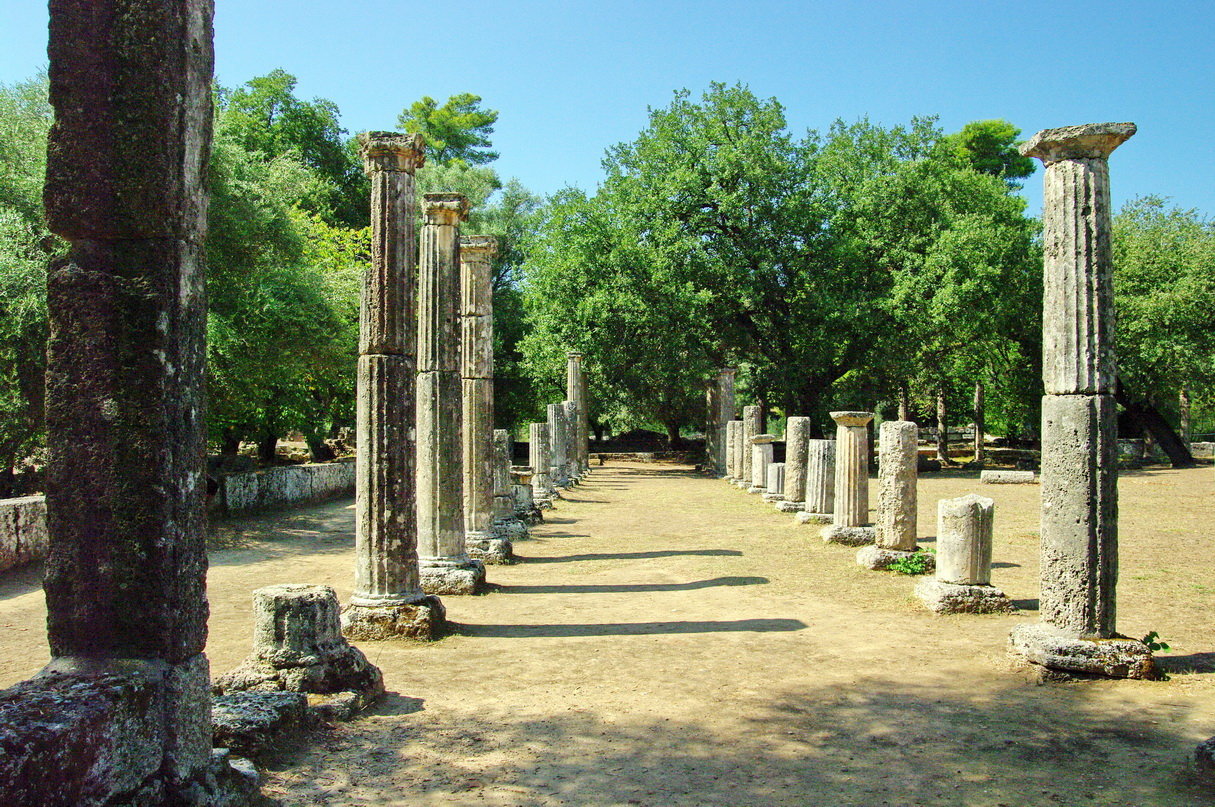
حلبة المصارعة في أولمبيا المكان المخصص لتدريب المصارعين والرياضيين الآخرين

كانت الألعاب الأولمبية القديمة (Ὀλυμπιακοὶ ἀγῶνες؛ باللاتينية: أولمبيا، الجمع المحايد: «الأولمبياد») سلسلة من المسابقات الرياضية بين ممثلي دول المدن وإحدى الألعاب الهيلينية الجامعة في اليونان القديمة. أقيمت على شرف زيوس، ووسم الإغريق أصلها بطابع ميثولوجي. يرجع تاريخ الألعاب الأولمبية الأولى تقليديًا إلى عام 776 قبل الميلاد، إذ عُقدت كل أربع سنوات، أو كل أولمبياد، مصطلح يشير إلى وحدة زمنية في التسلسل الزمني التاريخي. استمر الاحتفال بالألعاب مع خضوع اليونان للحكم الروماني في القرن الثاني قبل الميلاد. سُجل آخر احتفال بها في عام 393 م، في عهد الإمبراطور ثيودوسيوس الأول، لكن الأدلة الأثرية تشير إلى استمرار إقامة بعض الألعاب بعد هذا التاريخ. يُحتمل انتهاء الألعاب في عهد ثيودوسيوس الثاني، ربما بسبب نشوب حريق في معبد زيوس الأولمبي خلال فترة حكمه.
خلال الاحتفال بالألعاب، سُنت هدنة أولمبية حتى يتمكن الرياضيون من السفر من مدنهم إلى الألعاب بأمان. كانت جوائز الفائزين أكاليل من أوراق الزيتون أو تيجان. أصبحت الألعاب أداة سياسية تستخدمها دول المدن لتأكيد هيمنتها على منافسيها؛ يعلن السياسيون عن تحالفات سياسية في الألعاب، وقدم الكهنة التضحيات للآلهة في أوقات الحرب من أجل النصر. استُخدمت الألعاب أيضًا للمساعدة على نشر الثقافة الهلنستية في جميع أنحاء البحر الأبيض المتوسط، وتضمنت احتفالات دينية. صُنف تمثال زيوس في أولمبيا ضمن عجائب الدنيا السبع في العالم القديم. اجتمع النحاتون والشعراء في كل أولمبياد لعرض أعمالهم الفنية على الرعاة المحتملين.
شهدت الألعاب الأولمبية القديمة عددًا أقل من الفعاليات مقارنة بالألعاب الحديثة، ولم يُسمح إلا للرجال اليونانيين الأحرار بالمشاركة، رغم وجود نساء منتصرات من أصحاب العربات. سُمح للرياضيين من أي دولة او مدينة يونانية أو مملكة يونانية بالمشاركة طالما استوفوا معايير الدخول. أُقيمت الألعاب دائمًا في أولمبيا بدلًا من التنقل بين مواقع مختلفة كما هو الحال في الألعاب الأولمبية الحديثة. كُرّم الفائزون في الأولمبياد، وجرى تأريخ مآثرهم للأجيال القادمة.

## ميثولوجية النشأة
اهتم اليونانيون القدماء بربط جذور الألعاب الأولمبية بالأساطير. نُسب أصل الألعاب إلى الآلهة خلال فترة الألعاب القديمة، واستمر تنافس الأساطير لتحديد المسؤول الحقيقي عن نشأة الألعاب.
مع أن حل هذه التقاليد الأصلية أصبح شبه مستحيل، نشأ تسلسل زمني وأنماط تساعد الأفراد على فهم القصة وراء الألعاب. يقدم المؤرخ اليوناني بوسانياس قصة عن هرقل الداكتيلوي (يجب عدم الخلط بينه وبين ابن زيوس والإله الروماني هرقل) وأربعة من إخوته، بايونيوس، وإبيميديس، وإياسوس وإيداس، الذين تسابقوا في أوليمبيا للترفيه عن المولود الجديد زيوس. توج المنتصر بإكليل من الزيتون (الذي أصبح رمزًا للسلام)، ما يفسر أيضًا فترة الأربع سنوات، إذ تُقام الألعاب كل خمس سنوات تقريبًا (تُعد السنوات عدًا ضمنيًا). شاركت الآلهة الأولمبية الأخرى (سميت بهذا الاسم لأنهم عاشوا بصورة دائمة على جبل أوليمبوس) أيضًا في مسابقات المصارعة والقفز والجري.
تُذكر أيضًا أسطورة أخرى عن أصل الألعاب، هي قصة البطل الأولمبي المحلي بيلوبس. كان لأوينوماوس، ملك بيزا، ابنة اسمها هيبوداميا، قال عرّاف إن الملك سيُقتل على يد زوجها. وعليه أصدر مرسومًا يقضي بركوب أي شاب يريد الزواج من ابنته معها في عربته، على أن يتبعها أوينوماوس في عربة أخرى، ويُرمى الزوج بالرماح إذا لحق بهم. كانت خيول عربة الملك هدية من الإله بوسيدون، وعليه كانت سريعة بصورة خارقة للطبيعة. وقعت ابنة الملك في حب رجل يدعى بيلوبس، الذي أقنع مرتيلوس قائد عربة أوينوماوس بوضع دبابيس من الشمع بدلًا من دبابيس المحور البرونزي في عربة الملك قبل السباق؛ ذاب الشمع في أثناء السباق وسقط الملك من عربته وقتل. نظم بيلوبس بعد فوزه سباقات للمركبات لشكر الآلهة وتكريم الملك أوينوماوس، لتطهيره من وفاته. كان هذا السباق الجنائزي الذي أقيم في أولمبيا مصدر إلهام لبداية الألعاب الأولمبية. أصبح بيلوبس ملكًا عظيمًا وبطلًا محليًا، وأطلق اسمه على شبه جزيرة البيلوبونيز.
تقول إحدى الأساطير (اللاحقة) المنسوبة إلى بندار، إن هرقل بن زيوس شارك في مهرجان أوليمبيا، إذ أقام مهرجانًا رياضيًا لتكريم والده زيوس، بعد أن أكمل أعماله.
تفضي هذه الأساطير إلى نماذج تبين إيمان الإغريق بالجذور الدينية للألعاب، وبأن المنافسة الرياضية ارتبطت بعبادة الآلهة، وأن إحياء الألعاب القديمة هدف إلى إحلال السلام والوئام والعودة إلى أصول الحياة اليونانية.

## نبذة تاريخية
عُقدت الألعاب الأولمبية لتكون واحدة من الفعاليتين الشعائريتين الرئيسيتين في اليونان القديمة؛ ثانيها المهرجان الديني الأقدم بكثير، أسرار اليوسيس.

### عصور ما قبل التاريخ
اتبعت المناطق المحيطة بالبحر الأبيض المتوسط تقاليد طويلة الأمد من الأحداث الرياضية. صور قدماء المصريين وبلاد الرافدين مشاهد رياضية في مقابر الملوك والنبلاء. على أي حال، لم يقيموا مسابقات منتظمة، وربما كانت تلك الفعاليات حكرًا على الملوك والطبقات العليا. حظيت الرياضات الجمنازية بتقدير كبير عند المينوسيين، إذ أظهرت النماذج الجصية رياضات القفز على الثيران، والشقلبة (التمبولين)، والجري، والمصارعة، والملاكمة. تبنى الموكيانيون الألعاب المينوسية أيضًا وسباق العربات في الاحتفالات الدينية أو الجنائزية. شارك أبطال هوميروس في مسابقات رياضية لتكريم الموتى؛ تذكر الإلياذة سباقات العربات والملاكمة والمصارعة وسباق العدو، فضلًا عن المبارزة والرماية ورمي الرمح. تضيف الأوديسة إلى هذه الوثب الطويل ورمي القرص.

### الألعاب الأولى
قدر أرسطو أن تاريخ أول ألعاب أولمبية يعود إلى 776 قبل الميلاد، تاريخ قبله معظم المؤرخين القدماء اللاحقين إلى حد كبير، وليس جميعهم. ما يزال هذا التاريخ المعطى تقليديًا والذي تؤكده الاكتشافات الأثرية، يشير تقريبًا إلى بدء الألعاب الأولمبية في هذا الوقت أو بعده بفترة وجيزة.

## تطور الألعاب الأولمبية
نظرا للأساطير الوثنية في اليونان، كان لابد من ربط هذه الألعاب بالديانة الوثنية عندهم، فقد كانت الألعاب تقام على شرف عدد من الألهة الأغريق. وتذكر إحدى الأساطير بأن طاعونا قد ضرب اليونان وأشار الرهبان إلى ضرورة القيام بنشاط يرتبط بألهتهم وبذلك ظهرت الألعاب الأولمبية.
و كان أول ظهور للألعاب الأولمبية على شكل سباق جري على الأقدام لبعض الفتيات، وكان السباق على الحصول على منصب راهبة للالهه الوثنية هيرا, ومن ثم يقام سباق آخر للفتيات على منصب راهبة الشعائر الدينية في المعبد.
وبهذا كانت الألعاب الأولمبية مرتبطة بهيرا فقط وذلك في بدايات ظهورها، ولكن رهبان معبد الاله زيوس لم يعجبهم هذا الأمر (لمعتقدات إسطورية وثنية) فصمموا على إقامة ألعاب رياضية منظمة على شرف زيوس نفسه، وكانت البداية في صنع تمثال الاله زيوس والذي يعد من عجائب الدنيا السبع في العالم القديم.

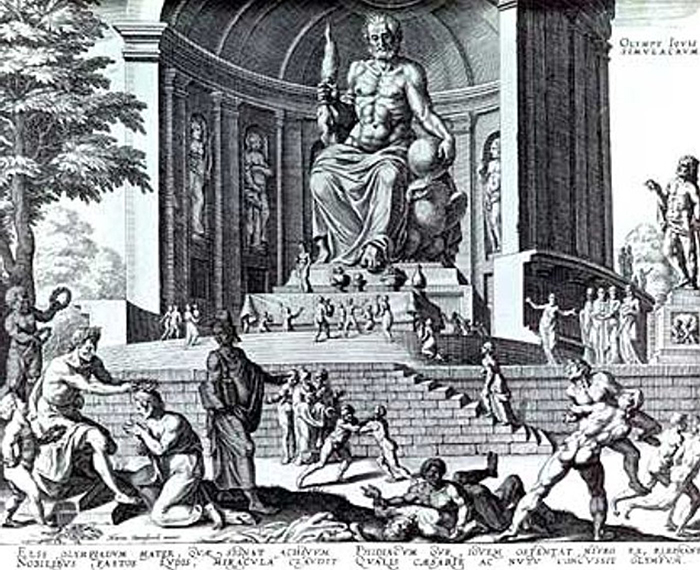
رسم تخيلي لتمثال زيوس وعدد من الرياضات تقام حوله, عمل الرسام مارتن فان هيمسكرك

ومن التنظيمات التي أحدثت لهذه الألعاب سن العديد من القوانين والأنظمة والمصطلحات والتنظيمات الزمنية والشعائر الدينية لها ومن أبرز ما جاء في ذلك:
- تقام الألعاب الأولمبية كل أربع سنوات، وسميت

هذه السنوات الأربع بالأولمبايد (مثل العقد والقرن).
- يشترط على كل لاعب يود المنافسة في الألعاب الأولمبية أن يكون شابا في مقتبل العمر وحرا ويتحدث باللغة اليونانية فقط، وقد كانت هذه الشروط لا تنطبق الا على أهل اليونان الأصليين، ولكن مع توسع الأغريقيين في دولتهم انضم العديد من أبناء المناطق الجديدة والذين يجيدون التحدث باليونانية.
- الفائز يتم تكريمه بتاج من ورق الزيتون ويتم ذكره في كل مدن اليونان والمدن التي يحكمونها تمجيدا لنصره وتذكيرا به للأجيال القادمة.

## الأحداث الرياضية الأولمبية
كانت الألعاب الرياضية تقام لمدة يوم واحد ثم زيدت إلى خمسة أيام، وكانت تقام في مدينة أولمبيا فقط وهنا قائمة بالرياضات التي كانت تقام أيام الألعاب الأولمبية القديمة وممارسات كل رياضة:
| الرياضة      | طريقة ممارستها |
| ------------ | --- |
| الملاكمة     | كانت ملاكمة بالقبضات ولم تكن لها جولات وتنتهي بهزيمة أحد اللاعبين، ولم تكن لها تصنيفات في الأوزان مثل الملاكمة الحالية |
| سباق العربات | كانت هناك سباقات للعربات ذات الحصانين والأربعة أحصنه، كما ان هناك سباق للعربات التي تجرها البغال. وكانت مكونة من 12 دورة حول مضمار السباق (مسافته 9 أميال).                                                                                      |
| سباق الخيل   | كانت هناك سباقات خاصة بالخيول البالغة وسباقات خاصة بالخيول الصغيرة في السن (الفلو أو المهر), وكانت مكونة من ست دورات حول مضمار السباق (مسافته 4.5 أميال).                                                                                        |
| رمي القرص    | كانت دقة واتزان رامي القرص هي الفيصل في اعتباره فائزا بالإضافة إلى قوة الرمية، وكانت تصنف هذه الرياضة بحسب وزن القرص، فالثقيل للرجال البالغون، والخفيف للشبان.                                                                                   |
| رمي الرمح    | لا تختلف طريقة ممارستها مع الرياضة الحديثة. |
| القفز        | يتم قفز حواجز مكونة من عصا يمسك بها أحد الحكام ولها ارتفاع محدد، ويقوم اللاعب باستخدام قطعتين مصنوعتين من الرصاص تشبهان سماعة الهاتف أو مثل الحافر حتى تساعده على القفز.                                                                         |
| سباق الجري   | كان مقياس طول كل سباق يرمز له باللفظ "ستايد" وكانت هناك أربعة سباقات: سباق ستايد واحد (192 متر), وسباق ستايد اثنان (384 مترا), وسباق ستايد أربعة (1344 مترا), وهناك سباق الدروع حيث يلبس المتاسبقون دروعا عسكرية ويتنافسون على سباق ستايد أربعة. |
| المصارعة     | وقوانينها نفس قوانين المصارعة الرومانية التي تقام في الأولمبياد الحديث. |

## فعاليات أخرى
لم تكن الألعاب الأولمبية مهرجانا رياضيا فحسب، بل كان في الأساس نوعا من الطقوس الدينية التي تقام على شرف آلهة الإغريق، كما أن هناك فعاليات سياسية وثقافية مصاحبة للألعاب ومنها:

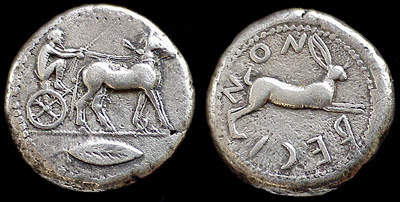
تخليد أحد الفائزين في سباق العربات في عملة معدنية قديمة

- إقامة طقوس دينية في منتصف دورة الألعاب، حيث يتم تقديم قرابين لزيوس عبارة عن عدد كبير من الثيران.
- تقام التحالفات السياسية وتوقع الاتفاقات التجارية والمعاهدات على شرف الألعاب بين عدد من مدن اليونان وبين عدد من الدول المجاورة.
- للفوز في الألعاب الأولمبية القديمة طابع سياسي، بحيث تفتخر كل مدينة بعدد الفائزين من أبنائها ويتم إقامة احتفالات مهيبة لهم عند عودتهم، ويتفاخر الروائيون والشعار بهم امام الشعوب الأخرى.